# Coupe de Russie de football 2001-2002
Navigation
Coupe de Russie 2000-2001 Coupe de Russie 2002-2003
La Coupe de Russie 2001-2002 est la 10e édition de la Coupe de Russie depuis la dissolution de l'URSS.
Le CSKA Moscou remporte la compétition face au Zénith Saint-Pétersbourg et se qualifie pour le premier tour de la Coupe UEFA 2002-2003.
La compétition suivant un calendrier sur deux années, contrairement à celui des championnats russes qui s'inscrit sur une seule année, celle-ci se trouve de fait à cheval entre deux saisons de championnat ; ainsi pour certaines équipes promues ou reléguées durant la saison 2001, la division indiquée peut varier d'un tour à l'autre.

## Huitièmes de finale
| Date              | Club                          | Score              | Club                        |
| ----------------- | ----------------------------- | ------------------ | --------------------------- |
| 22 septembre 2001 | Zénith Saint-Pétersbourg (D1) | 3 - 2              | (D2) Kouban Krasnodar       |
| 13 octobre 2001   | Dynamo Moscou (D1)            | 5 - 0              | (D1) Anji Makhatchkala      |
| 16 octobre 2001   | Saturn Ramenskoïe (D1)        | 0 - 0 ap 5 - 4 tab | (D2) Chinnik Iaroslavl      |
| 16 octobre 2001   | CSKA Moscou (D1)              | 2 - 1              | (D2) Rubin Kazan            |
| 16 octobre 2001   | Sokol Saratov (D1)            | 2 - 1              | (D2) Gazovik-Gazprom Ijevsk |
| 16 octobre 2001   | Amkar Perm (D2)               | 4 - 1              | (D3) Nosta Novotroïtsk      |
| 17 octobre 2001   | Torpedo-ZIL Moscou (D1)       | 0 - 0 ap 4 - 2 tab | (D2) Lada Togliatti         |
| 4 novembre 2001   | Krylia Sovetov Samara (D1)    | 1 - 0              | (D2) Ouralan Elista         |

## Quarts de finale
| Date         | Club                          | Score    | Club                       |
| ------------ | ----------------------------- | -------- | -------------------------- |
| 3 avril 2002 | Dynamo Moscou (D1)            | 0 - 3    | (D1) Saturn Ramenskoïe     |
| 3 avril 2002 | Zénith Saint-Pétersbourg (D1) | 1 - 0 ap | (D1) Krylia Sovetov Samara |
| 3 avril 2002 | Torpedo-ZIL Moscou (D1)       | 0 - 1    | (D1) CSKA Moscou           |
| 3 avril 2002 | Sokol Saratov (D1)            | 1 - 2    | (D2) Amkar Perm            |

## Demi-finales
| Date          | Club                   | Score | Club                          |
| ------------- | ---------------------- | ----- | ----------------------------- |
| 24 avril 2002 | Saturn Ramenskoïe (D1) | 0 - 1 | (D1) Zénith Saint-Pétersbourg |
| 25 avril 2002 | CSKA Moscou (D1)       | 1 - 0 | (D2) Amkar Perm               |

## Finale
| ·              |                    |     |
| Titulaires :   |                    |     |
|                |                    |     |
| 1              | Veniamin Mandrykin |     |
| 2              | Deividas Šemberas  |     |
| 3              | Andreï Solomatine  |     |
| 23             | Denis Ievsikov     |     |
| 28             | Bohdan Shershun    |     |
| 5              | Sergueï Semak      |     |
| 7              | Igor Yanovski      |     |
| 8              | Rolan Goussev      |     |
| 19             | Juris Laizāns      |     |
| 25             | Elvir Rahimić      |     |
| 21             | Denis Popov        | 81e |
|                |                    |     |
| Remplaçants :  |                    |     |
| 17             | Roman Monariov     | 81e |
|                |                    |     |
| Entraîneur :   |                    |     |
| Valeri Gazzaev |                    |     |

| ·             |                       |     |
| Titulaires :  |                       |     |
|               |                       |     |
| 16            | Viatcheslav Malafeïev |     |
| 4             | Sargis Hovsepian      |     |
| 5             | Aleksei Igonin        |     |
| 14            | Konstantin Lepiokhine |     |
| 20            | Alekseï Katoulski     |     |
| 22            | Valeri Tsvetkov       |     |
| 24            | Boris Gorovoï         |     |
| 34            | Vladimir Bystrov      | 68e |
| 11            | Aleksandr Kerjakov    |     |
| 19            | Maksim Astafiev       | 86e |
| 23            | Andreï Archavine      |     |
|               |                       |     |
| Remplaçants : |                       |     |
| 26            | Ievgueni Tarassov     | 68e |
| 10            | Vladimir Mudrinić     | 86e |
|               |                       |     |
| Entraîneur :  |                       |     |
| Iouri Morozov |                       |     |

| ·              |                    |     |
| Titulaires :   |                    |     |
|                |                    |     |
| 1              | Veniamin Mandrykin |     |
| 2              | Deividas Šemberas  |     |
| 3              | Andreï Solomatine  |     |
| 23             | Denis Ievsikov     |     |
| 28             | Bohdan Shershun    |     |
| 5              | Sergueï Semak      |     |
| 7              | Igor Yanovski      |     |
| 8              | Rolan Goussev      |     |
| 19             | Juris Laizāns      |     |
| 25             | Elvir Rahimić      |     |
| 21             | Denis Popov        | 81e |
|                |                    |     |
| Remplaçants :  |                    |     |
| 17             | Roman Monariov     | 81e |
|                |                    |     |
| Entraîneur :   |                    |     |
| Valeri Gazzaev |                    |     |

| ·             |                       |     |
| Titulaires :  |                       |     |
|               |                       |     |
| 16            | Viatcheslav Malafeïev |     |
| 4             | Sargis Hovsepian      |     |
| 5             | Aleksei Igonin        |     |
| 14            | Konstantin Lepiokhine |     |
| 20            | Alekseï Katoulski     |     |
| 22            | Valeri Tsvetkov       |     |
| 24            | Boris Gorovoï         |     |
| 34            | Vladimir Bystrov      | 68e |
| 11            | Aleksandr Kerjakov    |     |
| 19            | Maksim Astafiev       | 86e |
| 23            | Andreï Archavine      |     |
|               |                       |     |
| Remplaçants : |                       |     |
| 26            | Ievgueni Tarassov     | 68e |
| 10            | Vladimir Mudrinić     | 86e |
|               |                       |     |
| Entraîneur :  |                       |     |
| Iouri Morozov |                       |     |